# Aitziber
Aitziber es un nombre propio femenino de origen vasco.
Hace referencia a la ermita de Nuestra Señora situada en el bosque de Sarabe de la localidad de Urdiain (Navarra). Se trata de la iglesia del desaparecido pueblo de Sarabe. Su onomástica es el 15 de agosto. Según cuenta la tradición la iglesia la edificaron los gentiles que vivían en los alrededores. Los peregrinos al pasar veían a las mujeres de aquellos peinándose. 
Fuente : Euskaltzaindia

## Personas
- Aitziber Los Arcos Saralegui, deportista española que compitió en taekwondo;
- Aitziber Garmendia, actriz y presentadora de televisión;
- Aitziber Porras, exjugadora de rugby del Club Gaztedi Rugby Taldea que ha jugado en la selección de Euskadi;
- Aitziber Irigoras, política española de ideología nacionalista vasca;
- Aitziber Alonso, ilustradora de libros infantiles y juveniles;